# 安娜貝斯·雀斯
安娜貝斯·雀斯是雷克·萊爾頓的奇幻小說《波西傑克森》系列和續集《混血營英雄》系列的主角，與波西·傑克森和格羅佛·安德伍德為摯交好友。安娜貝斯的母親為希臘天神雅典娜；父親則是凡人史學家菲德克·雀斯（Frederick Chase）。

## 故事概述

### 神火之賊
波西在受到彌諾陶的襲擊之後陷入昏迷，在她昏迷期間照顧他的人正是安娜貝斯。其後，波西被指派前往冥界尋找宙斯閃電火的任務，可以選擇另外兩人同行，一位是波西的好友格羅佛，安娜貝斯則是自願與波西一同前往冥界。

### 妖魔之海
請造訪此頁面時協助編輯

### 泰坦魔咒
在衛斯多佛學校中遇見了副校長索恩博士
，發現他是一隻怪物：人面蠍尾獅。
有一次攻擊使索恩和安娜貝斯墜下懸崖，
使安娜貝斯失蹤在懸崖下。

### 迷宮戰場
請造訪此頁面時協助編輯

### 終極天神
請造訪此頁面時協助編輯

## 心儀對象

### 路克·凱司特倫
路克和泰麗雅是安娜貝斯最初的混血人朋友，在泰麗雅犧牲後，路克和安娜貝斯一同前往混血營。在《神火之賊》中，波西、安娜貝斯和格羅佛三人一起進行尋找閃電火的任務後，路克陷害波西。其後，波西、安娜貝斯和格羅佛三人發現路克是幫助克羅諾斯的叛徒，在《終極天神》結束時，路克在臨死前問安娜貝斯有沒有曾經愛過自己，她回答只是把他當成自己的哥哥。

### 波西·傑克森
安娜貝斯和波西是整個系列的任務重要合作夥伴之一，兩人的關係是像是朋友也像是情侶。在《波西傑克森—神火之賊》，波西曾形容安娜貝斯為“漂亮的公主”。在《波西傑克森—泰坦魔咒》，波西和獵女隊的柔伊、碧安卡、格羅佛、泰麗雅出發去尋找月亮女神阿蒂蜜斯以及安娜貝斯時，波西一心想救安娜貝斯。在《終極天神》的最後，安娜貝斯與波西正式交往。在混血營英雄第3集有說到安娜貝斯在波西來到混血營的第一天就偷偷喜歡他。

## 擁有的資產

### 特殊能力
安娜貝斯·雀斯像其他半人半神一樣，具有特點：
- 注意力不足過動症：實際上是不斷提高警覺來準備戰鬥。
- 閱讀障礙：實際上是因為她大腦裡的希臘文覆蓋了現代英語。

與其他混血人最大的不同是，她自身除了智慧以外，沒有任何其他的魔法能力。

### 魔法物品
安娜貝斯有一樣非常厲害的武器，名叫隱形帽，是母親雅典娜送給她的禮物，外表是紐約洋基棒球隊的圖案，任何人只要戴上它，便會立即隱形。安娜貝斯也是用隱形帽來跟蹤路克。在泰坦魔咒中，安娜貝斯被泰坦巨神抓去，但是隱形帽卻遺留在原地，波西傑克森便將隱形帽放入自己的背包裡去尋找安娜貝斯。
在《混血營英雄—智慧印記》中，因為跟雅典娜吵架而失去了功用。